# 제시카 술라
제시카 술라(Jessica Sula, 1994년 5월 3일 ~ )는 웨일스의 배우이다. 《스킨스》에서 그레이스 블러드 역으로 잘 알려져 있다.

## 출연 작품
- 연인들 (2017)
- 리커버리 로드 (2016)
- 23 아이덴티티 (2016)
- 허니트랩 (2014)